# Beatriz Costa
Beatriz Costa (* 14. Dezember 1907 in Charneca do Milharado, heute Gemeinde Venda do Pinheiro, Mafra; † 15. April 1996 in Lissabon) war eine portugiesische Schauspielerin.

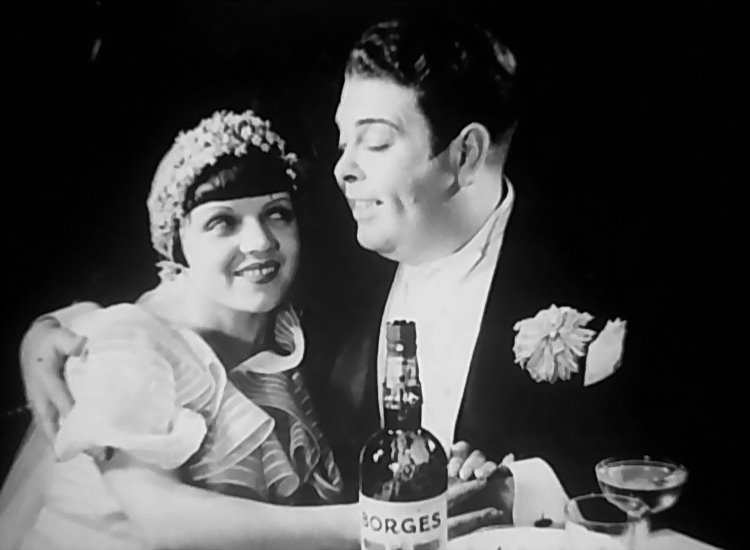
Beatriz Costa mit Vasco Santana in A Canção de Lisboa, 1933

## Werdegang

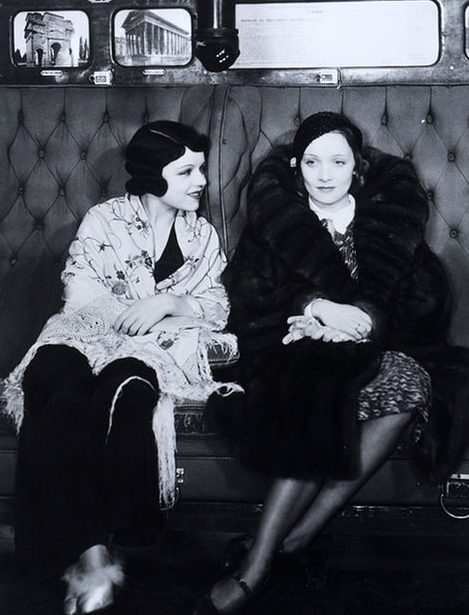
Beatriz Costa mit Marlene Dietrich (1931)

Aus einfachsten Verhältnissen, war sie früh am Unterhaltungstheater interessiert. Mit 15 stand sie erstmals auf der Bühne, in einer kleinen Rolle im Chor im Teatro Éden. Sie wurde im weiteren Verlauf als singende und tanzende Schauspielerin an den Revuetheatern in Lissabon und Rio de Janeiro bekannt. In einigen Stummfilmen hatte sie erste Rollen, bevor sie mit „Das Lied von Lissabon“ (A Canção de Lisboa) an der Seite von Vasco Santana berühmt wurde, und mit Aldeia da Roupa Branca ihren Ruhm festigte. Ihre Rollen in den volkstümlichen Theaterrevuen der 30er bis 50er Jahre waren dabei die hauptsächliche Quelle ihrer Popularität, die durch die Filme sich auch auf ein breiteres Publikum ausbreitete.
Als die humorvolle und unbeschwerte Frohnatur mit charakteristischem Pagenhaarschnitt und überschäumender Lebensfreude ist sie bis heute beliebt und gilt neben António Silva und Vasco Santana als Symbolfigur der noch immer populären portugiesischen Komödien der 30er bis 50er Jahre.
Nach der Nelkenrevolution schrieb sie autobiografische Bücher, die die Aufmerksamkeit der Öffentlichkeit erhielten. Angebote, wieder aufzutreten, lehnte sie stets ab, immer mit Verweis auf das stark veränderte Musiktheater. Sie lebte die letzten Jahrzehnte ihres Lebens im Hotel Tivoli in Lissabon, im Zimmer Nummer 600. Schon zu Lebzeiten wurden ihr immer wieder Fernsehsendungen und Theaterrevuen gewidmet, und es erschienen verschiedene Schallplatten- und CD-Zusammenstellungen ihrer Lieder-Aufnahmen aus Filmen und Radiosendungen. In Malveira, nördlich von Lissabon, wurde nach ihrem Tod 1996 ein Museum für sie eingerichtet, wo neben Fotos, Plakaten, Requisiten und Garderobe, auch eine Reihe Gegenstände aus ihrem persönlichen Nachlass zu sehen sind.

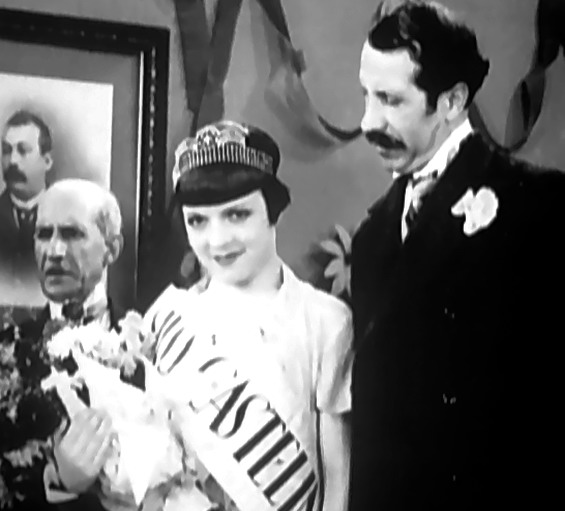
Beatriz Costa an der Seite von António Silva in „Das Lied von Lissabon“ (A Canção de Lisboa), 1933

## Filmografie
- 1926: O Diabo em Lisboa; R: Rino Lupo
- 1928: Fátima Milagrosa; R: Rino Lupo
- 1930: Lisboa; R: José Leitão de Barros
- 1931: A Minha Noite de Núpcias; R: E. W. Emo
- 1933: Das Lied von Lissabon (A Canção de Lisboa); R: José Cottinelli Telmo
- 1936: O Trevo de Quatro Folhas; R: Chianca de Garcia
- 1939: Aldeia da Roupa Branca; R: Chianca de Garcia

## Bibliografie
- Beatriz Costa: Sem Papas na Língua Europa-América, Mem Martins 2003, ISBN 978-972-1-05206-2 (1976 Erstver.)
- Beatriz Costa: Quando Os Vascos Eram Santanas...e Não Só Europa-América, Mem Martins 1978, ISBN 978-972-1-01854-9
- Beatriz Costa: Nos Cornos da Vida Europa-América, Mem Martins 1984, ISBN 978-972-1-02980-4
- Beatriz Costa: Mulher Sem Fronteiras Europa-América, Mem Martins 1985
- Beatriz Costa: Eles e Eu Europa-América, Mem Martins 1990, ISBN 978-972-1-02967-5